# Prix Fondation Michelin – Académie des sciences
Le Grand Prix Fondation Michelin – Académie des sciences et le prix Espoir Fondation Michelin – Académie des sciences  sont deux prix scientifiques annuels créés en 2020 décernés tous les ans par l’Académie des sciences et la Fondation Michelin. 

## Description
Le Grand Prix Fondation Michelin – Académie des sciences et le prix Espoir Fondation Michelin – Académie des sciences  sont deux prix annuels fondés par la Fondation Michelin sont destinés à récompenser un ou une scientifique ayant contribué de manière exceptionnelle par un ensemble de travaux aux domaines suivants :
- physique des matériaux polymères
- physique des matériaux composites
- élasticité
- usure des matériaux
- calcul et simulation.

Le grand Prix Fondation Michelin – Académie des sciences est décerné sans condition de nationalité à un ou une scientifique travaillant en France, ou en Europe en liaison étroite avec des équipes françaises. Le montant du prix est de 25 000 €.
Le prix Espoir Fondation Michelin – Académie des sciences, d'un montant de 10 000 €, est destiné à récompenser un ou une scientifique de moins de 40 ans ayant contribué par une innovation majeure aux mêmes domaines que le Grand prix.

## Lauréats

### Grand prix
- 2023 : Ludovic Berthier, directeur de recherche au CNRS au Laboratoire Charles Coulomb (CNRS/Université de Montpellier).
- 2022 : Jean-Louis Barrat, Chercheur au Laboratoire interdisciplinaire de physique (CNRS/Université Grenoble Alpes), professeur de physique à l'Université Grenoble-Alpes.
- 2021 : Costantino Creton, directeur de recherche au CNRS au Laboratoire de sciences et ingénierie de la matière molle (SIMM, ESPCI Paris-PSL/CNRS/Sorbonne Université) et directeur scientifique de l’ESPCI Paris-PSL.
- 2020 : François Lequeux, directeur de recherche au CNRS, au Laboratoire sciences et ingénierie de la matière molle (ESPCI Paris-PSL/CNRS/Sorbonne Université)[2].

### Prix espoir
- 2023 : Thomas Salez, chargé de recherche CNRS au Laboratoire Ondes et Matière d’Aquitaine (CNRS/Université de Bordeaux).
- 2022 : Sylvia Feld-Payet, ingénieure de recherche senior à l'ONERA au Département Matériaux et Structures.
- 2021 : Charles Dapogny, mathématicien, chargé de recherche CNRS au Laboratoire Jean Kuntzmann (CNRS/Université Grenoble Alpes/Grenoble INP/Inria).
- 2020 : Laurent Ponson, chercheur CNRS au sein de l’équipe MISES (Mécanique et Ingénierie des Solides et des Structures) de l’Institut Jean le Rond d’Alembert (Sorbonne Université/CNRS) et CEO de l’entreprise Tortoise[2].